# Tricalysia sylvae
Tricalysia sylvae là một loài thực vật có hoa trong họ Thiến thảo. Loài này được Robbr. miêu tả khoa học đầu tiên năm 1987.